# Salos (Vilnius)

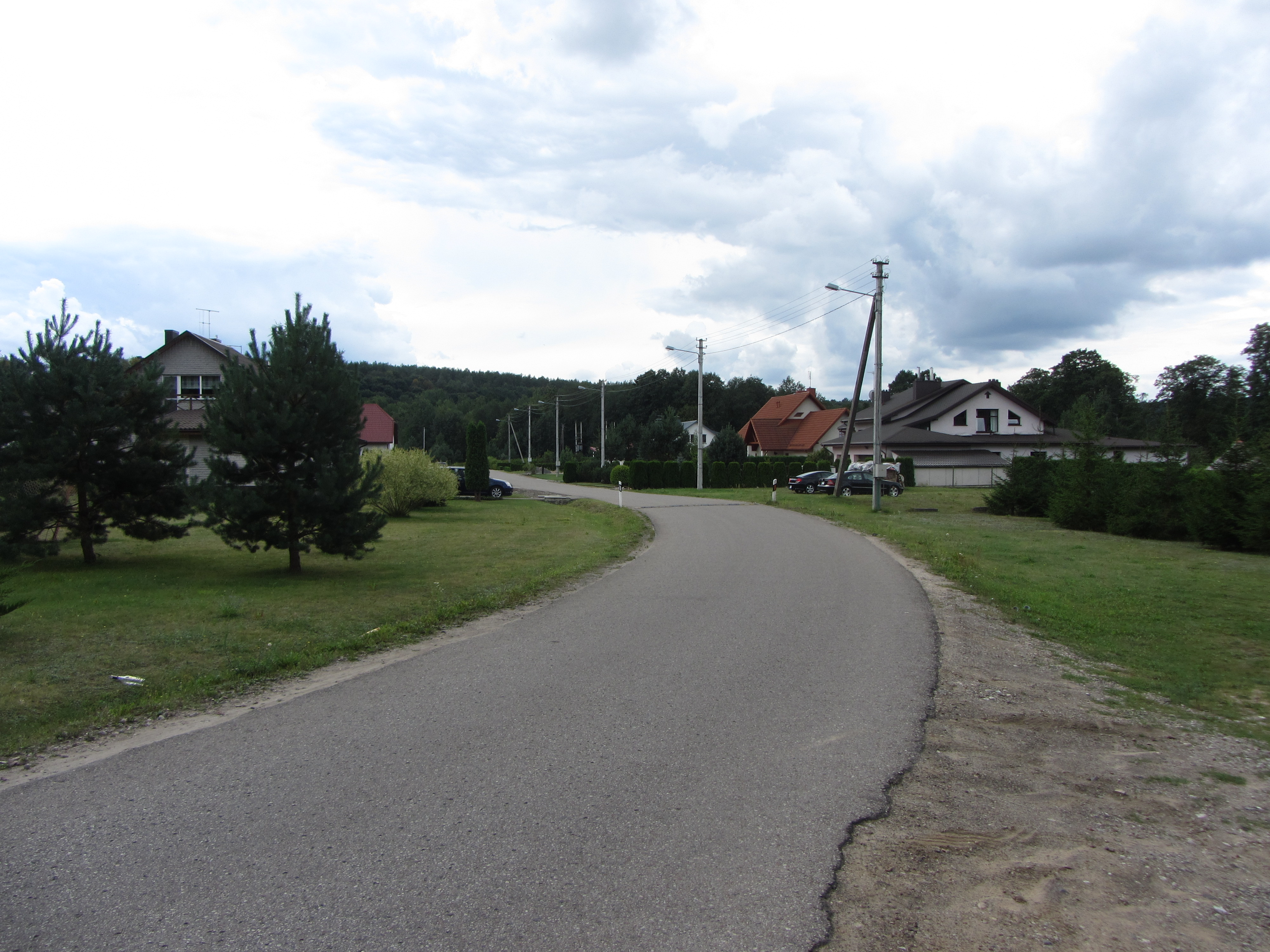

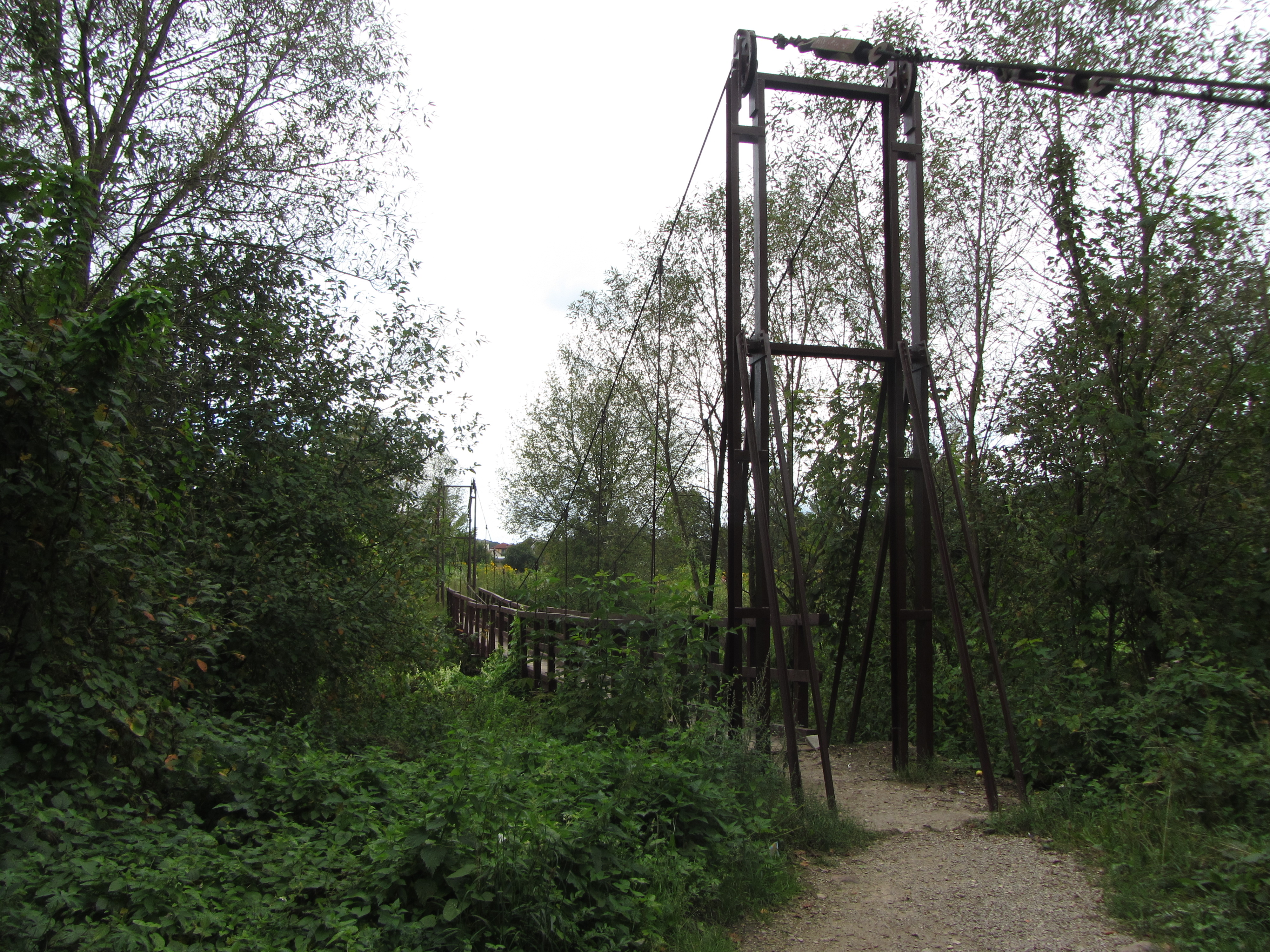
Brücke

Salos (polnisch Sołonica) ist ein Dorf im Amtsbezirk Grigiškės der Stadtgemeinde Vilnius, Litauen. Es liegt am südöstlichen Rand der Stadt Grigiškės, am linken Ufer der Vokė. Im Süden des Dorfs liegt ein Wald und das Dorf Salos der Rajongemeinde Trakai.

## Geschichte
2000 wurde das Dorf gebildet, nachdem man den nördlichen Teil von Salos der Gemeinde Trakai an die Stadtgemeinde Vilnius zuteilte. 2001 wohnten hier 111 Einwohner. 2021 gab es schon 340 Einwohner. 2024 plant man das Dorf aufzulösen. Die Einwohner werden die Stadt Vilnius oder die Stadt Grigiškės auswählen.

## Galerie

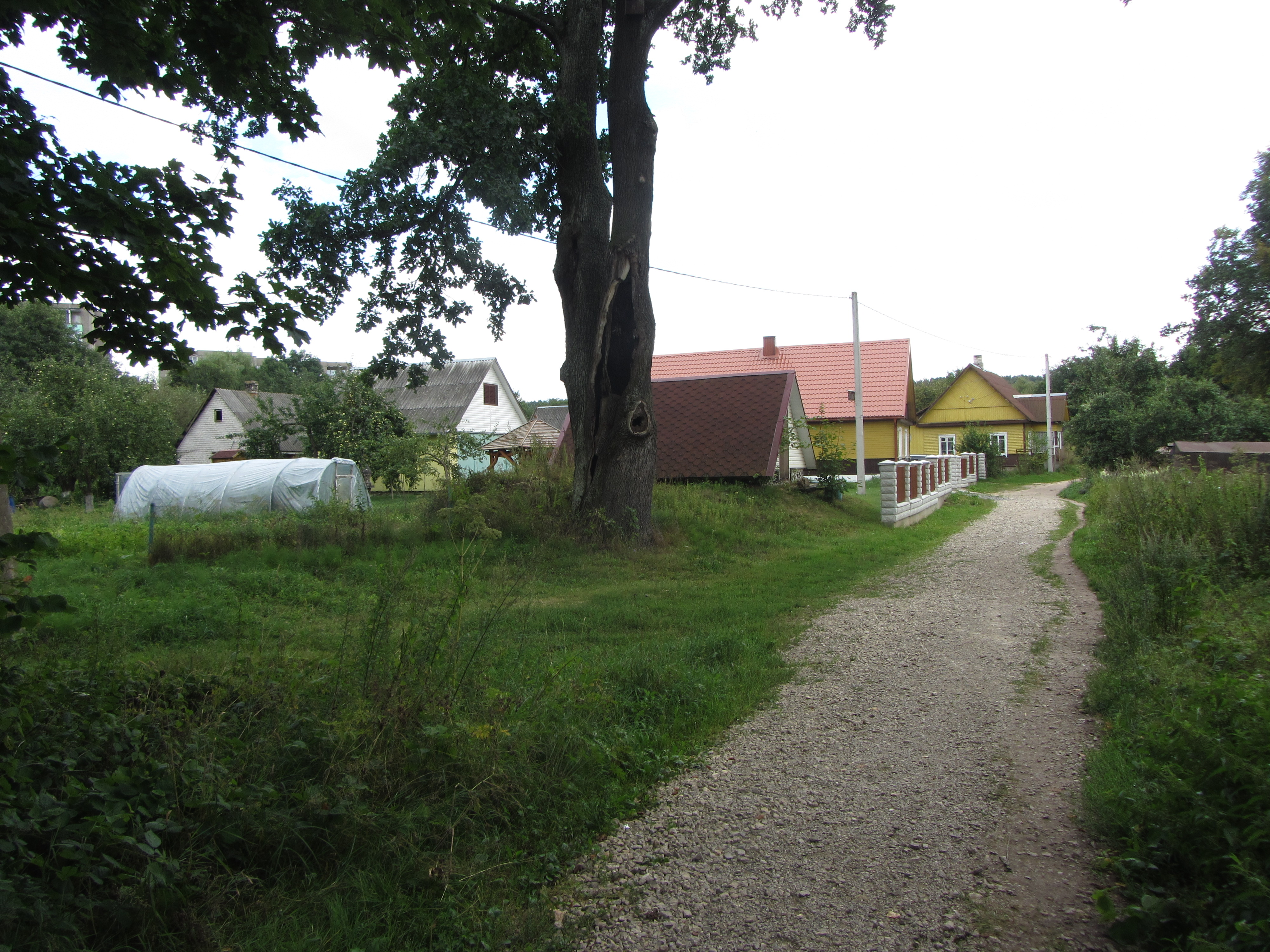
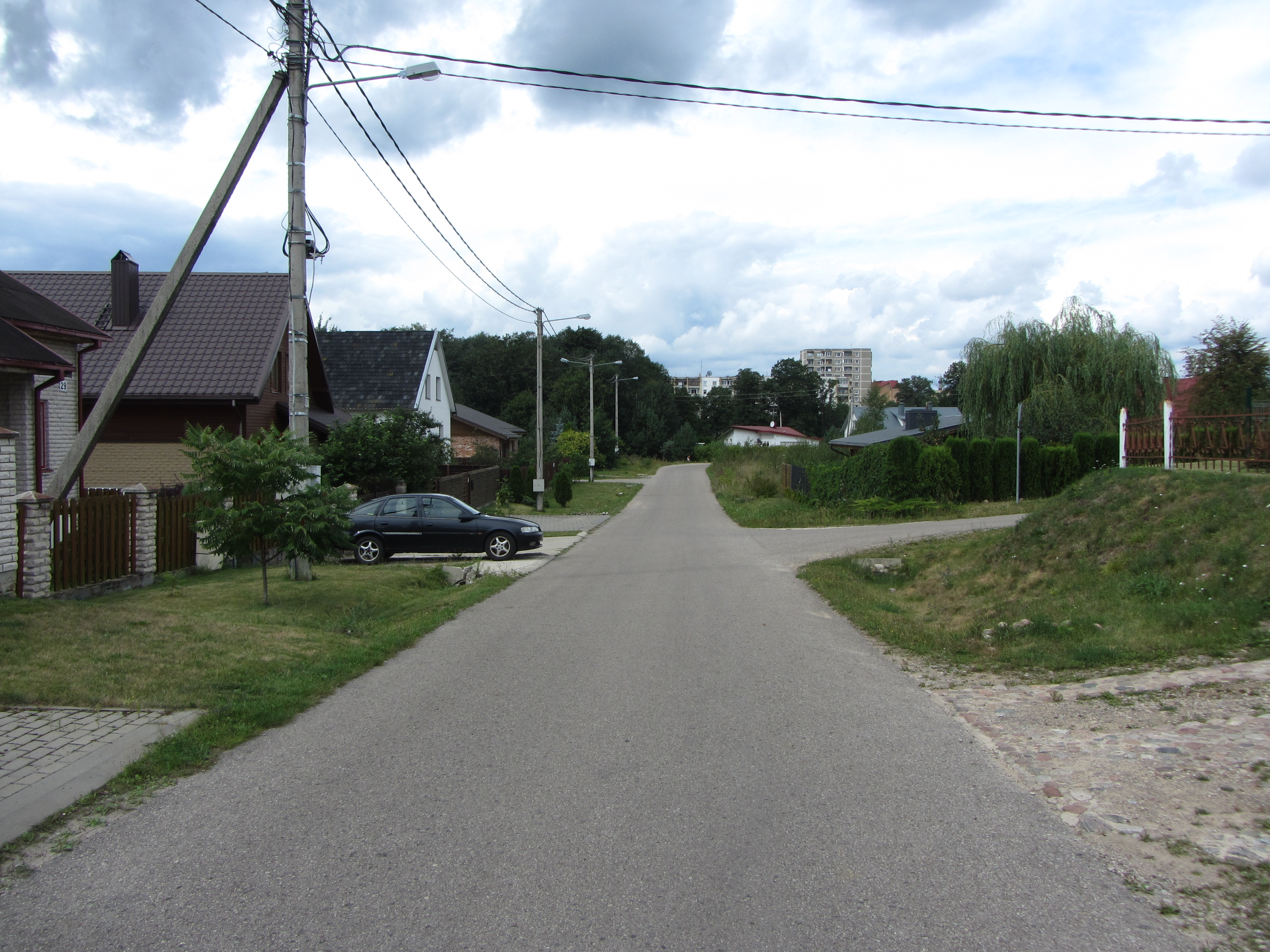